# Onthophagus verticalis
Onthophagus verticalis là một loài bọ cánh cứng trong họ Bọ hung (Scarabaeidae).